# 羽衣ミシン
『羽衣ミシン』（はごろもミシン）は、小玉ユキによる日本の漫画作品。

## 概要
『月刊フラワーズ』（小学館）にて、2007年3月号から7月号まで連載された。「鶴の恩返し」と「天女の羽衣伝説」を融合させたような作品。
作者にとっては初連載作品。単行本は全1巻が刊行されている。

## あらすじ
ある日、橋に引っかかっていた一羽の白鳥を助けた陽一。その夜、陽一の元を見知らぬ美女が訪れる。女に免疫のなかった陽一は戸惑うが、「自分はあなたに助けてもらった白鳥だ」という彼女と成り行きで一緒に暮らすことになる。

## 登場人物
布施 陽一（ふせ よういち）
平凡で冴えない貧乏学生。自分で設計した橋を造ることが夢。当初は戸惑うものの、美しく優しい美羽に癒され、徐々に彼女の愛を受け入れるようになる。
美羽（みわ）
陽一が助けた白鳥の化身。以来陽一を一途に思う。純情で丁寧な女性。織物が得意。“羽衣”と呼ばれるストールのようなものを身に着けている。
沓澤 友麻（くつざわ ゆうま）
陽一の友達。向かいのマンションに住む。母親が有名なニット作家で、自身も得意。幼い頃に父親が他の女性と出て行った過去を持ち、傷ついた母親を励ますべくニットを始めた。
糸織（しおり）
陽一の幼なじみ。ネットショップを立ち上げ、沓澤が作ったニット作品を販売している。豪快な性格で陽一や沓澤からはボスと呼ばれている。

## 書誌情報
小玉ユキ『羽衣ミシン』
小学館〈フラワーコミックス〉、2007年8月24日発売、ISBN 978-4091311948
小玉ユキ『羽衣ミシン』
小学館文庫、2013年4月13日発売、ISBN 978-4091910608。「羽衣ミシン」および「マンゴーの涙」「白い花の刺繍」「Kakigori」を収録。